# Osasco (Włochy)
Osasco – miejscowość i gmina we Włoszech, w regionie Piemont, w prowincji Turyn.
Według danych na rok 2004 gminę zamieszkiwały 944 osoby, 188,8 os./km².

## Miasto partnerskie
- Osasco